# Симьянцев, Валентин Иванович
Валентин Иванович Симьянцев (укр. Валентин Іванович Сім'янцев; Семьянцев, Семянцев) (Великий Бурлук 11 апреля 1899 — 15 февраля 1992, Филадельфия) — военный, скульптор родом из Харьковщины, по специальности инженер-гидротехник. Воинское звание — сотник Армии УНР (повышен в послевоенные годы).

## Биография

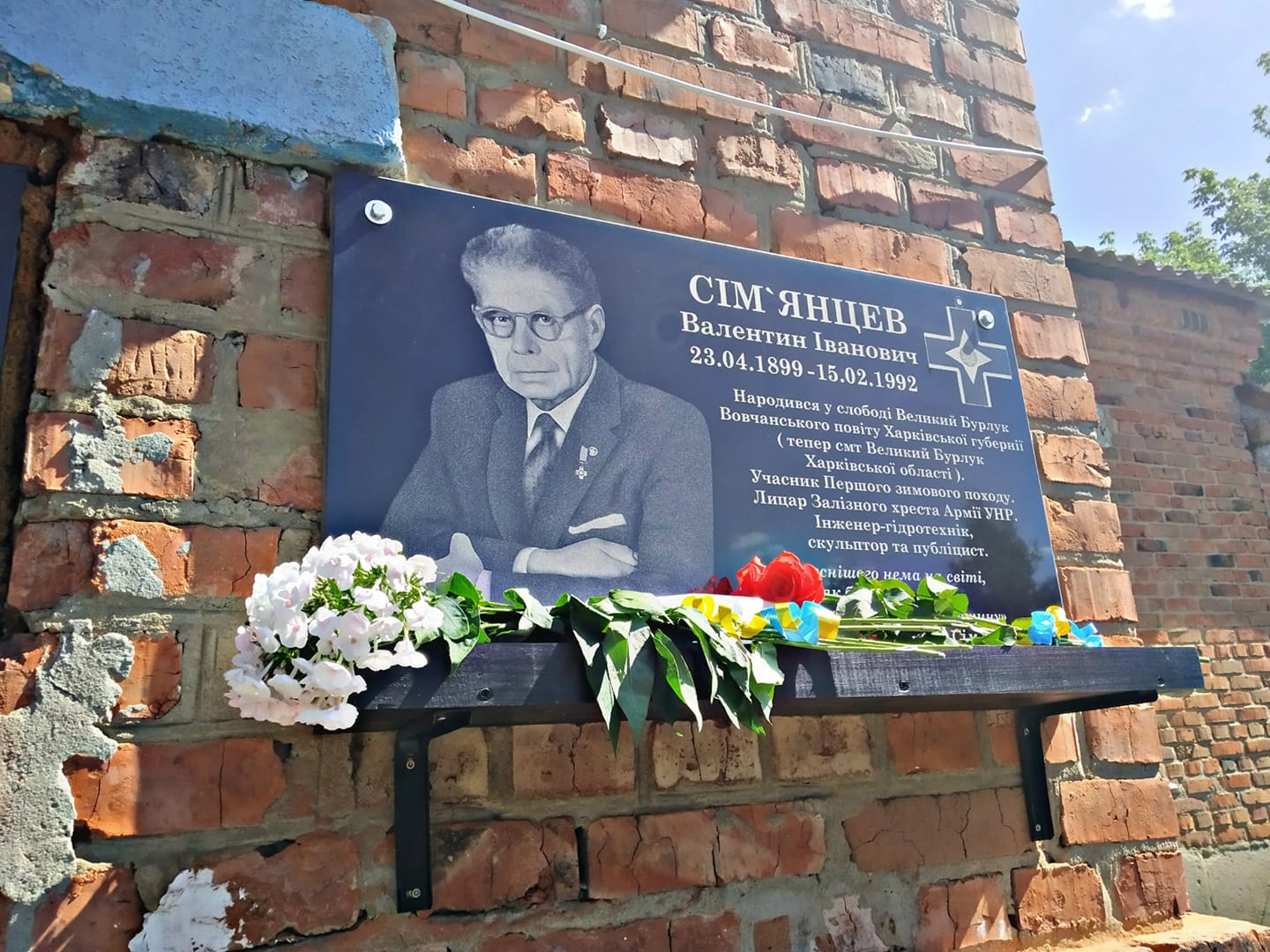
Мемориальная доска на фасаде краеведческого музея

Валентин Иванович Симьянцев родился 11 апреля 1899 года, в слободе Великий Бурлук Волчанского уезда Харьковской губернии.
Окончил Великобурлукскую 2-классную школу (1911), Великобурлукскую учительскую семинарию (1914), Липковатовскую сельскохозяйственную школу (1918). В украинской армии с 1918 года: служил во времена Центральной Рады, Украинской державы и Директории. В период Гражданской войны на Украине — сначала казак 2-й четы конной сотни Богдановского пешего полка, хорунжий 3-й сотни («Богдановской») полка Черных запорожцев.
Участник Первого зимнего похода. Рыцарь Железного креста Армии УНР.
В 1920 году интернирован в Польшу. Учился в Совместной юношеской школе (1921—1923). В 1923 году нелегально перешёл границу в Чехословакию. Окончил матуральные курсы при Украинском общественном комитете (1924) и Украинскую хозяйственную академию (Подебрады, 20 августа 1929; дипломный проект защитил с очень хорошим успехом).
В эмиграции в Чехословакии, Германии и США.
Умер 15 февраля 1992 в городе Филадельфия, США. Похоронен на Украинском православном кладбище св. Андрея в Баунд-Брук (Нью-Джерси, США).

## Творчество
Среди его творческого наследия — портреты, плакаты, композиции. Автор бюста на могиле генерал-поручика Армии УНР Петра Дьяченко.
Автор воспоминаний:
- «Спогади богданівця» (Нью-Йорк: Червона Калина, 1963),
- «В Зимовому поході» (За Державність: Матеріали до Історії Війська Українського. — Торонто, 1964. — Зб. 10. — С. 108—128; Зб. 11. — 1966. — С. 206—227),
- «Студентські часи. Спогад» (Вашингтон, 1973),
- «Роки козакування, 1917—1923 (спогади)» (Філадельфія, 1976; видано у видавництві Пропала грамота під назвою «Чорні запорожці» у 2021 році)
- «Інженер емігрант у Чехо-Словаччині» (Буенос-Айрес — Філадельфія: в-во Юліяна Середяка, 1978)

и других трудов в журналах «Трезубец», «Вести комбатанта», «Дороговказ» (издание Союза бывших украинских воинов) и др.

## Память
- 4 августа 2020 года на фасаде Великобурлукского краеведческого музея была открыта мемориальная доска[1].
- В апреле 2021 года издательство «Пропала грамота» переиздала воспоминания в книге под названием «Черные запорожцы»[2].